# Naturschutzgebiet Erlenkamp

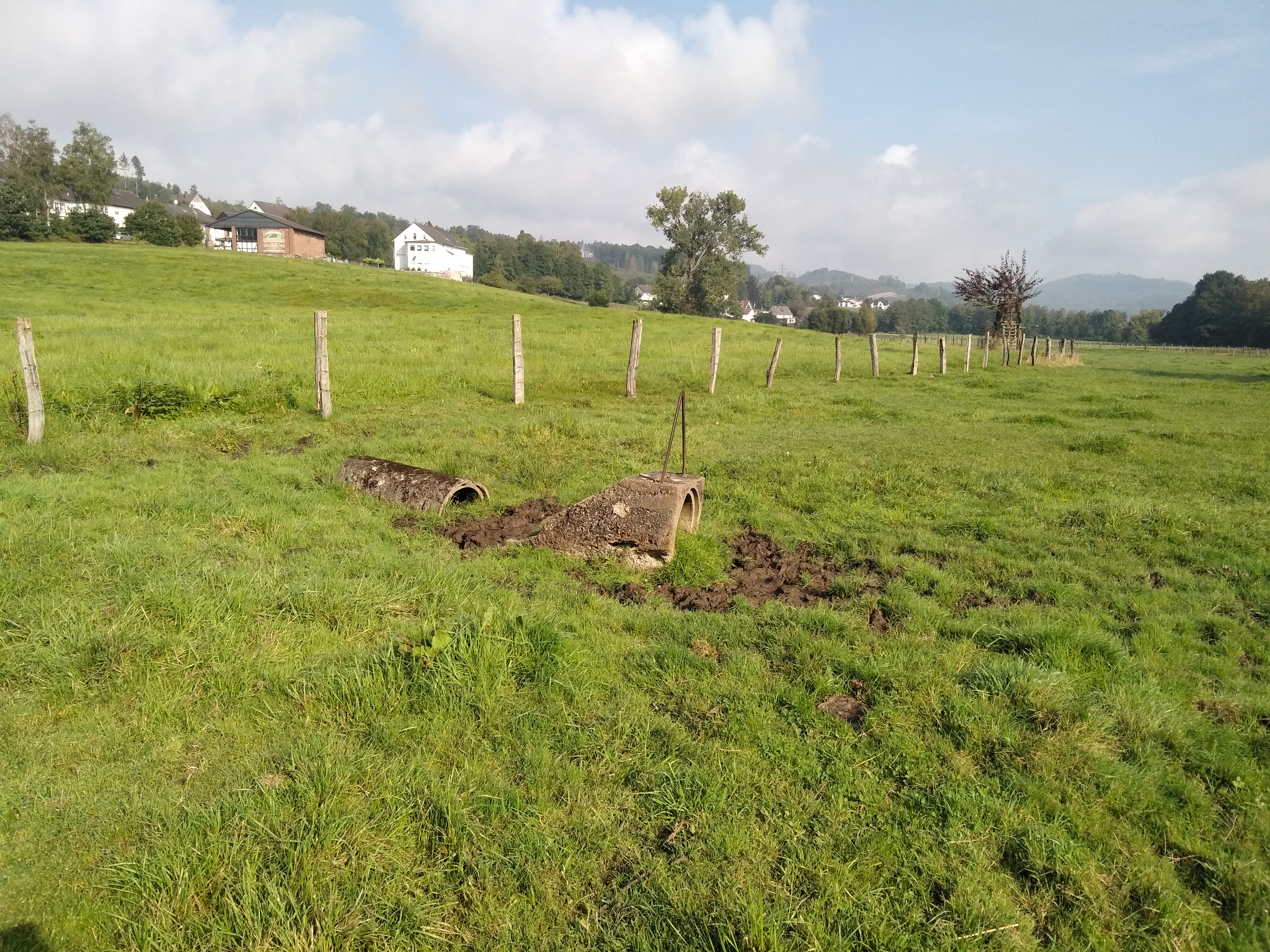
Naturschutzgebiet Erlenkamp

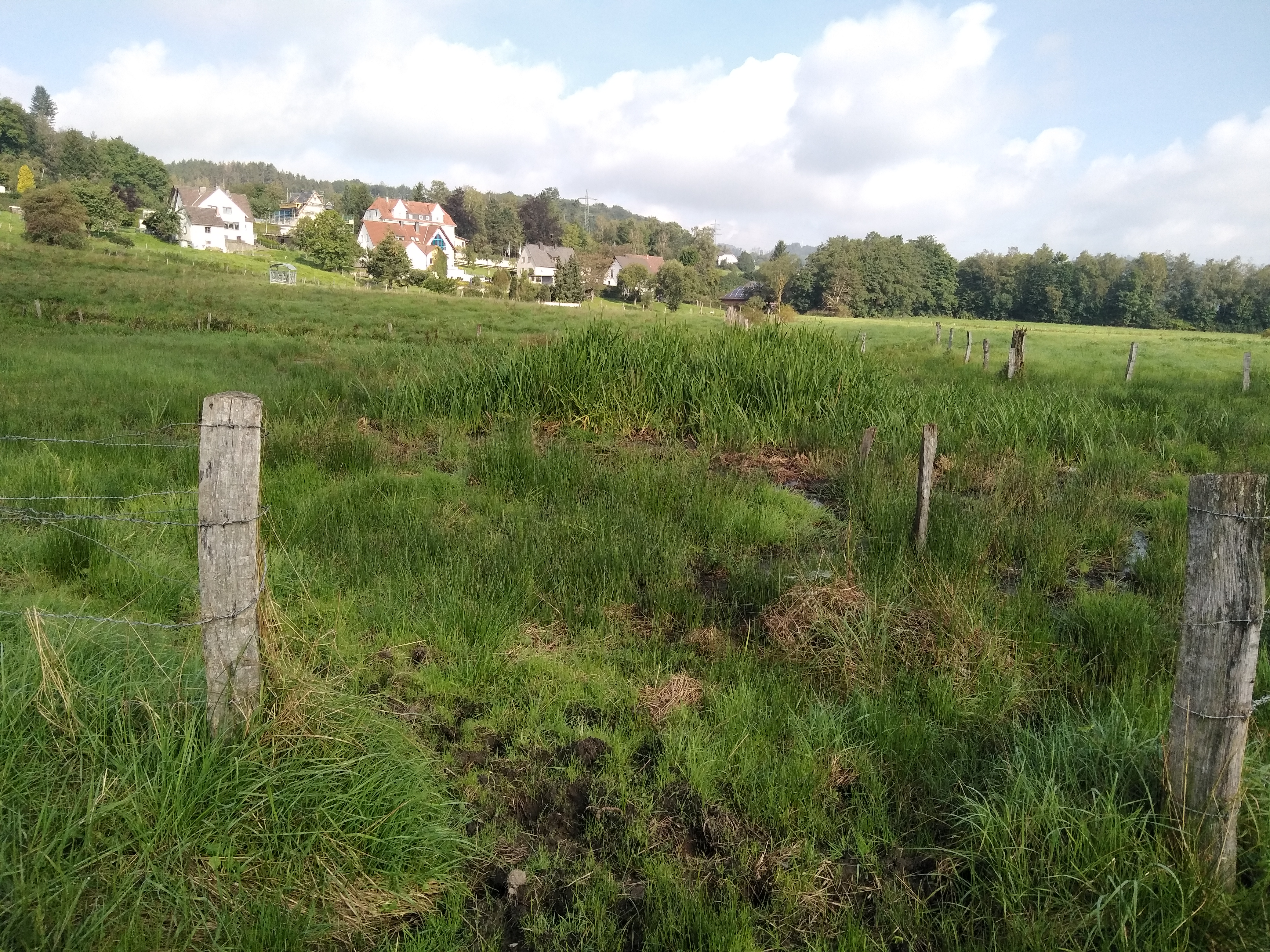
Nordostecke

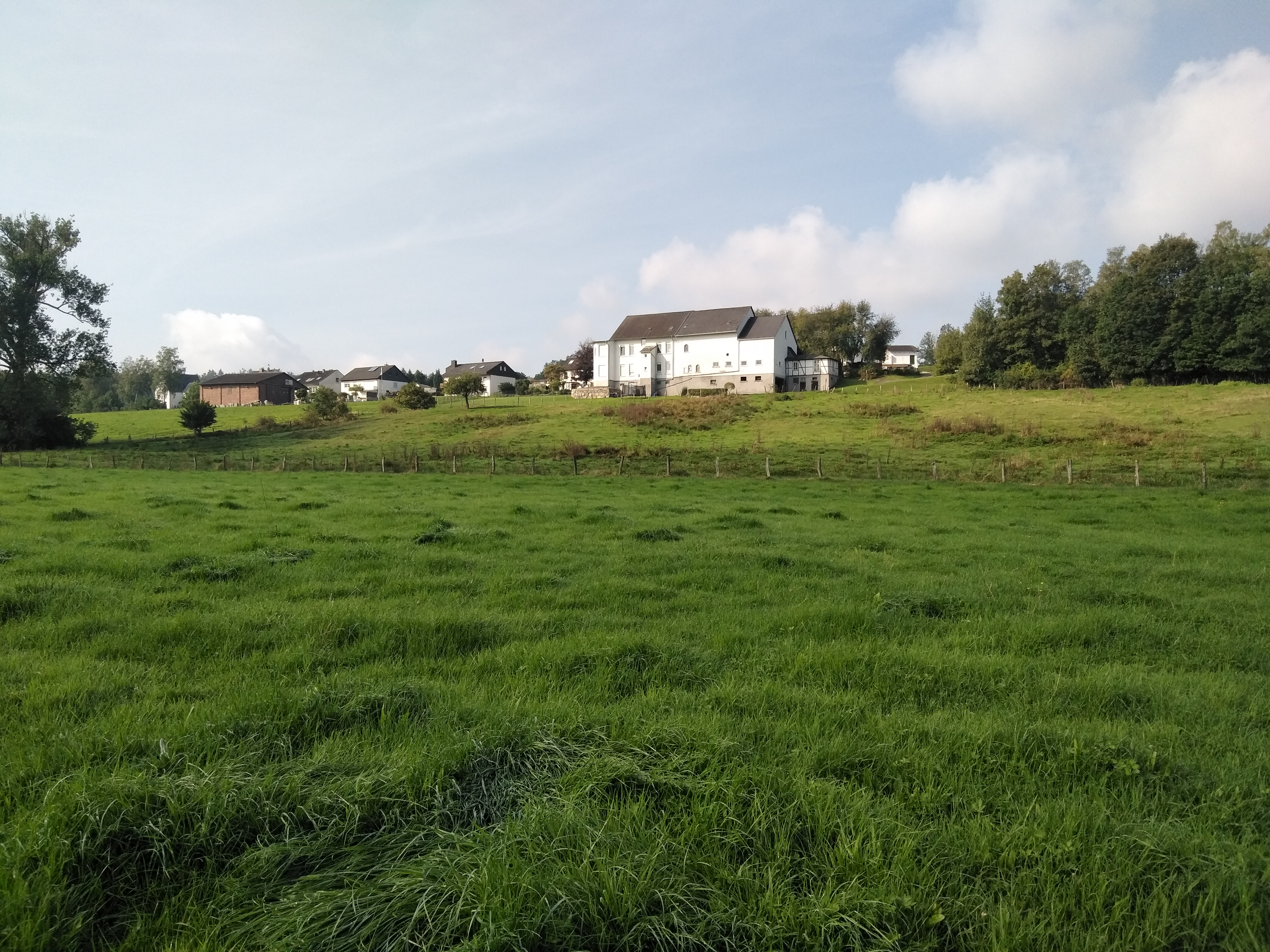
Nordwestecke

Das Naturschutzgebiet Erlenkamp mit einer Größe von 13,3 ha liegt östlich vom Ausgleichsbecken des Sorpesees im Stadtgebiet von Sundern (Sauerland). Das Gebiet wurde 1993 mit dem Landschaftsplan Sundern durch den Kreistag des Hochsauerlandkreises erstmals als Naturschutzgebiet (NSG) mit einer Flächengröße von 10,9 ha ausgewiesen. Bei der Neuaufstellung des Landschaftsplaners Sundern wurde das NSG erneut ausgewiesen und vergrößert. Das NSG grenzt südwestlich direkt an das Ausgleichsbecken des Sorpesees. Westlich grenzt Bebauung an und nördlich das Landschaftsschutzgebiet Sorpewiesen Lange Erlen. Nordöstlich liegt ein Industriegebiet und östlich das Landschaftsschutzgebiet Sundern.

## Gebietsbeschreibung
Beim NSG handelt es sich um ein offenes Feuchtwiesen-Schutzgebiet im Sorpetal. Der an den Talrand verlegte, massiv ausgebaute Sorpe-Unterlauf bildet die südliche Grenze des NSG. Im Nordwesten sind auch die reliefreichen, oft quelligen Unterhangbereiche teilweise in die NSG-Abgrenzung berücksichtigt einbezogen worden. Wertgebend ist der sich im Taltiefst entlang ziehende, für den Naturraum außergewöhnlich großflächige, feuchte bis nasse Grünland-Komplex. Dabei ergibt sich der feuchte bis nasse Standort vermutlich ausschließlich aus dem in quelligen Rinnen am westlichen Unterhang austretenden Hangdruckwasser. Die zur Entwässerung angelegten Flachgräben werden schon lange nicht mehr unterhalten, sind nicht mehr wasserzügig, meist sogar kaum noch zu erkennen. Der Feuchtgrünland-Komplex des NSG wird heute überwiegend extensiv beweidet. So ist ein vielfältiges Mosaik aus teilweise quelligen Feucht- bis Nassweiden entstanden. Da das Weidevieh die stark vernässten Bereiche oft meidet, machen Teilbereiche fast den Eindruck feuchter Hochstaudenfluren. Pflanzen wie Mädesüß, diverse Binsenarten und Großseggen dominieren diese Hochstaudenfluren. Die wenigen, gelegentlich oder auch ausschließlich gemähten Flächen lassen sich als Wassergreiskraut-Wiesen ansprechen.
Am tiefsten Punkt im Norden ist eine naturnahe Blänke mit Röhrichten und einem kleinen Schnabelseggenried zu finden. Die große floristische Bedeutung des NSG belegen Vorkommen seltener Pflanzenarten wie Wassergreiskraut, Teufelsabbiss, Schnabelsegge, Sumpfdotterblume und Geflecktes Knabenkraut. Die faunistische Bedeutung wird u. a. am Vorkommen der im Sauerland vom Aussterben bedrohten hygrophilen Sumpfschrecke deutlich. Als Gehölzstrukturen sind nur ganz wenige Einzelbäume locker im NSG verteilt. Zur Sorpe hin wird das Grünland überwiegend deutlich trockener und ebenfalls recht extensiv als Mähweide genutzt. Am ebenfalls trockeneren südwestlichen Oberhang findet eine intensive Wiesennutzung statt.

## Schutzzweck
Im NSG sollen dem eines großen, zusammenhängenden, offenen, zunehmend extensiv genutzten Auengrünland-Komplexes dienen. Ferner Brut-, Nahrungs- und Lebensraum seltener und gefährdeter Vogelarten sowie für Amphibien, Heuschrecken, Tagfalter und Libellen schützen. Wie bei allen Naturschutzgebieten in Deutschland wurde in der Schutzausweisung darauf hingewiesen, dass das Gebiet „wegen der Seltenheit, besonderen Eigenart und Schönheit des Gebietes“ zum Naturschutzgebiet wurde.